# Alexandre Vanautgaerden
Alexandre Vanautgaerden (dont Didier est le prénom de naissance),, est un historien d'art belge né à Bruxelles en 1965. Spécialiste de l’humaniste Érasme et de la transmission des savoirs (de Gutenberg aux humanités numériques), il a dirigé trois institutions patrimoniales : le musée de la Maison d'Érasme à Anderlecht (Bruxelles), la Bibliothèque de Genève et le réseau des médiathèques d'Ardenne Métropole qui conserve les fonds patrimoniaux de l'Académie protestante de Sedan dans la médiathèque Georges-Delaw à Sedan et dans la médiathèque Voyelles de Charlevile-Mézières les fonds d'Ancien Régime hérités des confiscations révolutionnaires et plusieurs fonds de poésie (dont le fonds Arthur Rimbaud, Guy Gofette, André Welter). Il œuvre avec des artistes sur le thème des relations entre le patrimoine, la recherche académique et l'art contemporain. Il réalise plusieurs documentaires sur l’art (notamment pour la télévision francophone belge - RTBF).

## Parcours
Alexandre Vanautgaerden est né en 1965 à Bruxelles. Sa famille, originaire du quartier populaire des Marolles, est d'origine modeste : son père est plombier puis cafetier et sa mère est vendeuse. Dans sa jeunesse, ses parents l'orientent  vers des études professionnelles.

### Études
Il entame une formation de frigoriste à l’école des Arts et métiers, mais se réoriente rapidement vers le domaine littéraire en devenant l’élève de l’écrivain Gaston Compère à l’Athénée royal d'Ixelles (1982-1984). Il poursuit ses études à l'Université libre de Bruxelles (ULB, 1984-1988). Son mémoire de licence d’histoire de l’art porte sur la notion d’espace médiéval dans l’œuvre de Marcel Proust et de Joris-Karl Huysmans (1988).
Après sa nomination comme conservateur du musée de la Maison d'Érasme en 1994, il continue ses études universitaires. Il suit une formation en bibliologie, à la Vlaamse Universiteit Brussel (VUB) en 1995, et prépare une thèse de doctorat qui sera présentée en 2008 à l'Université Lumière Lyon II et à l’Université libre de Bruxelles qui était consacrée au rôle de l’humaniste Érasme dans la naissance du livre moderne (Érasme typographe. Imprimerie et humanisme à la Renaissance).

### Carrière d'enseignant
À Bruxelles, il enseigne l’histoire de l’art à l'École des Arts d'Anderlecht (1989-1993) et à l’Institut d’Études Supérieures d’Études du Langage Plastique (ISELP) de 1990 à 1993.
De 2016 à 2017, il enseigne et dirige le module « Inventaire et patrimoine » du Master d’études avancées « Conservation du patrimoine et muséologie » des Universités de Fribourg, Lausanne et Genève. Il intervient dans le « Master of Advanced Studies in Archival, Library and Information Science » de l’Université de Berne en délivrant un enseignement sur les bibliothèques numériques.

### Carrière à la télévision belge
Il réalise plusieurs documentaires sur l’art (1990-1995) et travaille pour la télévision publique belge francophone (RTBF) dans les émissions Intérieur Nuit et Alice diffusée sur Arte 21 (1992-1996).

### Direction d'institutions culturelles

#### Maison Érasme d’Anderlecht
En 1994, il nommé conservateur du musée de la Maison d'Érasme à Bruxelles, poste qu'il occupera durant dix-huit ans. Pendant son mandat, il renouvelle la muséographie du musée, triple le nombre des visiteurs, aménage un jardin contemporain (le Jardin philosophique) dans le cadre de « Bruxelles capitale européenne de la culture » en 2000. Il y inaugure un centre d'études et développe une politique de publications avec plusieurs maisons d'édition qui l'amène à éditer plus d'une centaine de livres. Il développe avec l'artiste Sün Evrard, un projet de reliures contemporaines sur livre ancien. Il organise avec la Fondation Melissa des cours de latin vivant qui permettent d'aborder différemment le patrimoine ancien conservé au musée. Il développe des partenariats avec la Bibliothèque royale de Belgique pour un catalogue collectif qui intègre les collections de la bibliothèque du musée dans le catalogue général de la « Royale ». Un autre partenariat est établi entre le musée et les Musées d'Art et d'Histoire du Cinquantenaire pour le catalogue des œuvres d'art.  

#### Bibliothèque de Genève
Il devient directeur de la Bibliothèque de Genève en 2012 et jusqu'à fin mars 2018. Pendant son mandat, il augmente de 25 % les heures du service au public, il finalise la rétroconversion numérique (catalogage rétrospectif) du catalogue sur fiche, développe une politique de conservation préventive afin de protéger les collections. Il programme le déménagement des collections patrimoniales de la Bibliothèque de Genève (12 kilomètres linéaires) sur le site Ecoquartier qui accueille l'ensemble des collections patrimoniales des institutions patrimoniales de la Ville de Genève.  Il enrichit les collections de plusieurs donations importantes (les archives du Général Guillaume-Henri Dufour, un fonds de plus de 1700 éditions du XVIIIe siècle de Voltaire, un fonds de plus de 3000 éditions philosophiques de l'époque des Lumières). La Bibliothèque de Genève organise plusieurs expositions d'envergure sur le dépôt légal,, l'histoire des catalogues (en collaboration avec la Bibliothèque Mazarine à Paris), et sur les richesses du département des affiches. La Bibliothèque de Genève participe au cinquantenaire de la création du Petit Robert en créant une édition augmentée du dictionnaire et en organisant une exposition sur l'histoire des dictionnaires, de Voltaire à Alain Rey.
L'exécutif municipal le suspend de ses fonctions en janvier 2018 avec effet immédiat à la suite de la publication d'un rapport d'audit  évoquant des problèmes internes à la Bibliothèque de Genève et des difficultés dans la supervision par le département responsable de l'institution (DCS),,,,,. À la suite de cette décision, Alexandre Vanautgaerden se met en arrêt maladie, conteste les accusations portées à son encontre et dépose un recours contre la suspension. En mars, les deux parties parviennent à un accord, dont les termes exacts sont tenus secrets, pour faire cesser leurs rapports de travail à partir du mois d'avril. Cet accord invoque la perte du lien de confiance entre les deux parties, la Ville de Genève renonçant à sanctionner son ancien employé et  Alexandre Vanautgaerden retirant son recours. En 2019, on apprend que le « directeur de la BGE a fourni une série d’éléments qui a conduit la Ville à conclure un arrangement pour une séparation à l’amiable ». La Ville de Genève blanchit l'ancien directeur des accusations de harcèlement, après que le Tribunal de Genève a débouté plusieurs fois la plaignante. Celle-ci introduit un troisième recours. Son successeur Frédéric Sardet, directeur des Bibliothèques et Archives de la Ville de Lausanne est nommé en octobre 2018.

#### Réseau des médiathèques d'Ardenne Métropole
Il devient directeur du réseau des médiathèques et du développement des établissements culturels d'Ardenne Métropole en 2022.

### Académie royale de Belgique
Il est membre correspondant de l'Académie royale d'archéologie de Belgique (2010) et membre associé de l'Académie royale de Belgique (2014), Classe des Lettres et des Sciences morales et politiques. 

## Art contemporain et patrimoine
Alexandre Vanautgaerden travaille avec nombre d’artistes afin de mettre en résonance le patrimoine et le monde de la recherche. Il passe des commandes ou invite des artistes à revisiter des textes ou des œuvres anciennes tels que : 
- les artistes plasticiens 
  - Jan Fabre,
  - Marie-Jo Lafontaine,
  - José-Maria Sicilia[30],
  - Fabienne Verdier,
  - Perejaume ;
- les musiciens et compositeurs 
  - Todor Todoroff,
  - Stevie Wishart[31],
  - Jordi Savall[32],
  - Jaap Schröder,
  - Jos van Immerseel,
  - Jean-Paul Dessy ;
- les photographes
  - Alain Paiement,
  - Jean-Paul Brohez,
  - André Jasinski ;
- les typographes
  - Fernand Baudin
  - Herman Lampaert[33].

Il fait réaliser par l’artiste relieur Sün Evrard un ensemble important de reliures contemporaines sur livres anciens.
Il repense la muséographie de la Maison d’Érasme à l’occasion des 75 ans du musée avec le typographe Herman Lampaert et la peintre Aïda Kazarian (2007).

### L’expérience du langage
Alexandre Vanautgaerden participe au projet « Polyphonies : formes sensibles du langage et de la peinture » dont l'objectif est de créer un dialogue entre l'artiste-peintre Fabienne Verdier et le linguiste Alain Rey pour illustrer l'édition du cinquantenaire du Petit Robert. Il conçoit et édite un ouvrage sur le processus de création issu de ce dialogue. Il organise et assure le commissariat de l'exposition « L’expérience du langage - La République des dictionnaires (de Voltaire à Alain Rey) » au Musée Voltaire (Genève) présentant ce travail de création contemporaine, et montrant les résonances qu'il entretenait avec le patrimoine lexicographique genevois,.

### LeJardin philosophique
Dans le cadre de « Bruxelles capitale européenne de la culture » en 2000, un jardin philosophique est créé au musée de la Maison d'Érasme,. Conçu et imaginé par l’architecte du paysage Benoît Fondu, sur le thème du jardin philosophique proposé par le conservateur Vanautgaerden. Ce jardin philosophique s’inspire d’un des plus beaux textes sur les jardins écrits à la Renaissance : Le banquet religieux (première publication dans l’édition des Colloques, en 1522). Ce jardin offre une méditation sur la notion d’otium, qui, selon les Romains de l’Antiquité, définissait une certaine forme de bonheur qu’ils opposaient à negotium, au labeur. L’otium était, pour eux, cette capacité de l’homme à ne rien faire qui le rendait libre et dispos à lui-même et, ce faisant, aux autres. Dans ce jardin philosophique, quatre artistes, complétant l’œuvre de Benoît Fondu, ont d'abord aménagé des « chambres philosophiques » à partir de proverbes érasmiens : Catherine Beaugrand, Marie-Jo Lafontaine, Perejaume et Bob Verschueren ; puis, le designeur Pierre Portier a réalisé les bancs qui permettent d'en jouir et de les contempler. Deux artistes photographes (Jean-Paul Brohez et André Jasinski) et quatre peintres (Luc Claus, Aïda Kazarian, Bernard Gaube et Félix Hannaert) ont nourri la réflexion commune, lors de la conception du jardin. Le botaniste et médecin-vétérinaire Georges Mees a apporté son expertise à cette création.

### Fabienne Verdier, sur les terres de Cézanne
Il participe à la saison Fabienne Verdier organisée par le Musée Granet à Aix-en-Provence, du 20 juin au 13 octobre 2019. À l'invitation de Bruno Ely, commissaire général de la manifestation et directeur du musée Granet, l'artiste française Fabienne Verdier vient travailler sur les terres de Cézanne. Elle conçoit un atelier nomade qui lui permet d'utiliser ses pinceaux monumentaux, composé de plus de vingt queues de cheval, sur le motif. La manifestation comprend la première exposition rétrospective de l'artiste en France au musée Granet. Au musée du pavillon de Vendôme, bâtiment du XVIIe siècle entouré d'un jardin à la française, une seconde exposition présente les outils et techniques de l'artiste (pinceaux, films) ainsi qu'une frise de 40 mètres de long présentant les différents ateliers de l'artiste et ses façons de travailler sous la forme d'un storyboard. À la Cité du livre, dans la galerie Zola, sur 4 écrans géants sont projetés des films, réalisés à la suite de la résidence de l'artiste au Festival international d'Aix-en-Provence en 2017. Ces 4 courts-métrages présentent à la fois le travail mené avec les quatuors à cordes Gerhard, Mettis, Hanson et Akilone à partir d'œuvres de Kurtág, Haydn, Adámek et Dutilleux, pendant les répétitions et lors de l'interprétation finale des œuvres. Alexandre Vanautgaerden collabore avec le commissaire général, Bruno Ely, en tant que conseiller scientifique, assure le commissariat de l'exposition « Atelier nomade » dans le musée du Pavillon de Vendôme, dirigé par Christel Roy, et la direction éditoriale du catalogue général.

### Commissariat d’expositions

#### Abbaye d'Orval, Belgique
- Laurent-Benoît Dewez (1731-1812), Christian Claus (1946), Anne Denis (1965). Exposition du sculpteur Christian Claus et de la photographe Anne Denis dans le cadre de l’architecture néo-classique de Laurent-Benoît Dewez. Abbaye d’Orval, juillet-août 1992, Centre d’art contemporain du Luxembourg.

#### Saint-Antoine l'Abbaye, France
- Érasme ou l’Éloge de la curiosité à la Renaissance, Exposition sur les cabinets de curiosité en partenariat avec le Musée de la Médecine, le Musée de Louvain-la-Neuve et le Muséum d’Histoire naturelle de Tournai. Musée de Saint-Antoine l’Abbaye (F), juin-octobre 1997.

#### Musée de la Maison d'Érasme, Bruxelles, Belgique
- Érasme et ses imprimeurs. Une exposition de livres anciens sur les imprimeurs qui ont permis à Érasme de réaliser son œuvre. Musée de la Maison d’Érasme, 13 mars 2007-16 septembre 2007.
- Anatomie des Vanités. Exposition sur les cabinets de curiosité du XVIe et XVIIe siècles accompagnée d’œuvres de Jan Fabre et Marie-Jo Lafontaine. Musée de la Maison d’Érasme, 12 avril-16 septembre 2008.
- Portraits of Erasmus. Dürer - Holbein – Metsys. Exposition des portraits d’Érasme en collaboration avec l’exposition sur Lucas Cranach organisée au Palais des Beaux-Arts de Bruxelles. L’exposition a donné lieu à une commande à l’artiste Fabrice Samyn. Bruxelles, Maison d’Érasme, 20 octobre 2010-23 janvier 2011. Musée de la Maison d’Érasme & Palais des Beaux-Arts de Bruxelles.
- José Maria Sicilia, L’oiseau et le filet. Exposition de l’artiste espagnol José Maria Sicilia en collaboration avec le Musée du Louvre, Bruxelles, Musée de la Maison d’Érasme, 5 juin-23 octobre 2010.
- Typographus. L’incroyable histoire du premier graphiste ‘belge’ Thierry Martens (1450-1534). Exposition organisée avec la Bibliothèque royale de Belgique et la Bibliothèque Sainte-Geneviève sur le prototypographe des Pays-Bas du Sud. Bruxelles, Musée de la Maison d’Érasme, 23 octobre-6 décembre 2009. Paris, Bibliothèque Sainte-Geneviève, printemps 2011.
- Folie douce. Exposition & fantaisie musicale. Exposition des œuvres de l’artiste suisse Regula Maria-Müller dans une scénographie intégrant une création musicale de la musicienne anglaise Stevie Wishart et 9 concerts. Bruxelles, Musée de la Maison d’Érasme, 25 décembre 2011-4 mars 2012.
- El espacio entre las palabras. Exposition des œuvres de l’artiste espagnol Damià Díaz. Bruxelles, Béguinage, 19 septembre -25 novembre 2012. Musée de la Maison d’Érasme.
- Scheut 1450. Exposition des sculptures gothiques de La Chapelle de Scheut d’Anderlecht. Bruxelles, Musée de la Maison d’Érasme, 19 septembre -25 novembre 2012.

#### Bibliothèque de Genève, Suisse
- « Autour du Léman » Affiches Art nouveau de la Bibliothèque de Genève, Lausanne, Salon des Antiquaires et des Arts du XXe siècle, 15-23 novembre 2014.
- Fabienne Verdier, L’expérience du langage. La République des dictionnaires (de Voltaire à Alain Rey). Genève, Musée Voltaire, Bibliothèque de Genève, 2 novembre - 17 décembre 2017[51],[52].
- De l’argile au nuage, une archéologie des catalogues (IIe millénaire av. J.-C. - XXIe siècle). Deux expositions conçues par Yann Sordet, Frédéric Barbier et Thierry Dubois : à Paris, Bibliothèque Mazarine, 13 mars au 13 mai 2015 ; à Genève, Bibliothèque de Genève, 8 septembre 2015 au 21 novembre 2015[53],[54],[55].
- 500 ans au quotidien. Histoire des femmes. Histoire de politiciens, Histoire de politiciennes. Deux expositions sur le dépôt légal à Genève, conçues par Étienne Burgy. Genève, Bibliothèque de Genève, 8 mars -5 avril et 10 juin - 12 juillet 2014[56],[57],[58].

#### Musée Granet, Aix-en-Provence, France
- « Fabienne Verdier, rétrospective », Aix-en-Provence, 21 juin-13 octobre 2019. Conseil scientifique aux expositions et direction éditoriale du catalogue[59],[60].
- « Atelier nomade », Aix-en-Provence, Musée du Pavillon de Vendôme, 21 juin-13 octobre 2019. Commissariat[61].
- « Fabienne Verdier, Sound Traces », Cité du livre, Galerie Zola, Aix-en-Provence, 21 juin-14 septembre 2019. Conseil scientifique aux expositions[62].

## TV, cinéma
Alexandre Vanautgaerden réalise une soixantaine de séquences « Image », sur des sujets d’urbanisme et artistiques, dans l’émission Intérieur Nuit, produite par la RTBF, cellule de production Cargo (1990-1994). Diffusion hebdomadaire sur la RTBF, TV 5 Europe, Arte 21. Il co-réalise (avec Wilbur Leguebe et Richard Wandel) 3 moyens-métrages (26 min) dans l’émission européenne Alice, cellule de production Cargo (1992-1993). Diffusion sur la RTBF, TV 5 Europe. Il réalise avec Bernard De Wil et le musicien Todor Todoroff deux films sur les artistes Marie-Jo Lafontaine (Des Ombres, 1994, 28 min) et Madeleine Martin-Haupert (Faire un tableau, 1993, 55 min) ainsi que sur le Musée d’Art contemporain d’Anvers (MUHKA, 1991, 22 min).

## Travaux scientifiques
Au sein du musée de la Maison d’Érasme, il fonde un centre d’études consacré à l'humanisme, à l’histoire du livre et à la littérature néolatine. Il collabore étroitement avec l’historien du livre Jean-François Gilmont avec lequel il organise plusieurs colloques, ainsi qu’avec l’Institut interuniversitaire pour l’étude de la Renaissance et de l’Humanisme (ULB-VUB. Bruxelles), la Bibliothèque royale de Belgique et le Gruppo di Studio sul Cinquecento Francese (Vérone) dirigé par Rosanna Gorris. Il est membre actif du bureau de la Fédération internationale des Sociétés et Instituts de la Renaissance (FISIER) et collabore à l’organisation de plusieurs colloques internationaux à Vérone (2006), Bruxelles-Liège (2007), Montréal (2011) et Cambridge (2012). Ses recherches sont concentrées sur l'histoire de l'humanisme, l’histoire des lieux de savoir et l’étude de la mise en page des livres anciens. Il a édité plusieurs textes d’Érasme. Sa thèse de doctorat (Érasme typographe. La mise en page, instrument de rhétorique), est une biographie de l’humaniste composée à partir de sa production imprimée. Alexandre Vanautgaerden est membre du comité de rédaction des revues suivantes : Erasmus of Rotterdam Yearbook society, Toronto ; Patrimoine genevois, Genève ; Studia Aurea, Barcelone-Gérone ; Thérésienne, Académie royale de Belgique, Bruxelles.

## Activité éditoriale
Parallèlement à ses fonctions officielles, Alexandre Vanautgaerden exerce une activité d'éditeur. Il développe une politique d’éditions pour public cultivé avec les éditions La Lettre volée (2001-2004) puis avec les Éditions Brepols (2005-). Il y dirige les collections suivantes Notulæ erasmianæ, Nugæ humanisticæ et Farrago. Il dirige la collection Le Cabinet d’Érasme, d’abord avec les Éditions La Lettre volée (2001-2004) puis avec les Éditions Somogy. Au Musée d’Érasme, il a dirigé la collection Colloquia in museo Erasmi. À la Bibliothèque de Genève, il crée la collection Le monde dans une noix aux Éditions des Cendres à Paris.

### Éditions numériques
Il crée en 2015 un site consacré aux ressources numériques en relation avec le patrimoine genevois (Bibliothèque de Genève numérique).
En 2018, voit le jour l’Officine numérique, une plateforme d’édition numérique fédérant cinq éditeurs (Droz, Labor et Fides, Zoé, Héros limite, la Bibliothèque de Genève) qui valorise le patrimoine de livres savants produits à Genève.

## Affiliations
- Membre de la Conférence des bibliothèques universitaires, Suisse (2012-2018)[86].
- Membre du bureau de la FISIER (Fédération internationale des Sociétés et Instituts de la Renaissance, 2012-)[87].
- Membre du comité scientifique du Short Title Catalogus Vlaanderen (2015-)[88].
- Membre de l’Institut interuniversitaire pour l’Étude de la Renaissance et de l’Humanisme, ULB/VUB (2004-)[89].
- Membre du Conseil de Perfectionnement du Centre d’Études Supérieures de la Renaissance (CESR), Université de Tours (2006-2012)[90].
- Secrétaire du groupe de contact FNRS Histoire de l’humanisme et des Réformes (2004-2012)[91].